# Hypsilurus magnus
Hypsilurus magnus là một loài thằn lằn trong họ Agamidae. Loài này được Manthey & Denzer mô tả khoa học đầu tiên năm 2006.